# Carl de Vogt

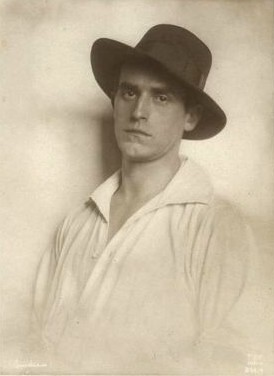
Carl de Vogt um 1920 auf einer Fotografie von Alexander Binder

Carl Bernhard de Vogt (* 14. September 1885 in Köln; † 16. Februar 1970 in Berlin) war ein deutscher Schauspieler.

## Leben
Carl de Vogt war Sohn des Schriftsetzers Balthasar de Vogt und der Elisabeth Mommertz. Zunächst erlernte er, wie sein Vater, den Beruf des Schriftsetzers und besuchte dann die Schauspielschule in Köln, wo er neben dem Schauspiel die Fächer Gesang und Tanz belegte. Nach seinen eigenen Angaben war er seit 1908 als Schauspieler und Sänger tätig. Sein erstes Engagement hatte er im Stadttheater Mainz, wo er mit Käthe Dorsch auftrat. Später kam er nach Freiburg und dann zum Königlichen Schauspielhaus in Berlin. Vom 22. Juli 1915 bis zum 9. Dezember 1915 nahm er als Soldat am Ersten Weltkrieg teil. Seine erste Filmrolle erhielt er 1916 in dem Film Schwert und Herd. In der Folge bekam er weitere Filmangebote und wurde bekannt unter dem Regisseur Fritz Lang im Film Die Spinnen im Jahr 1919. Neben seiner Filmtätigkeit spielte er am Prinzregententheater in München und sang deutsche Volkslieder, sich selbst auf der Laute begleitend.
Carl de Vogt war zweimal verheiratet: mit der Opernsängerin Elsa Jülich und mit der Schauspielerin Cläre Lotto. Er hatte mit Elsa Jülich zwei Kinder, die Tochter Ruth Bruck (geb. um 1913), die nach dem Ende des NS-Regimes als Chansonsängerin bekannt wurde, und den Sohn Karl Franz de Vogt (1917–1999), der später Filmproduzent wurde. Carl de Vogt und Cläre Lotto hatten sich 1920 kennengelernt, in der Folge in mindestens 19 Filmen zusammengearbeitet, darunter Allein im Urwald, Auf den Trümmern des Paradieses, Die Todeskarawane, Dämon Zirkus.
Als erfolgreicher Filmschauspieler machte Carl de Vogt weitere Filme und startete zugleich auch eine Karriere als Sänger. Ab 1927 machte er mehrere Aufnahmen als Refrainsänger von Schlagermusik und als Rezitator in populären, patriotisch gestimmten Melodramen (z. B. Der Fremdenlegionär) mit Orchesterbegleitung. Im April 1933 trat Carl de Vogt der NSDAP sowie der NSBO und der SA bei. Neben seiner Schauspieltätigkeit synchronisierte er ausländische Filme, so z. B. 1936/37 den Film Ramona mit den Schauspielern Loretta Young und Don Ameche. Während des Zweiten Weltkrieges gab er im Rahmen der Truppenbetreuung Konzerte für Frontsoldaten, in welchen er über seine Reisen berichtete und Soldaten- und Heimatlieder sang. De Vogt stand 1944 in der Gottbegnadeten-Liste des Reichsministeriums für Volksaufklärung und Propaganda. Nach dem Krieg unterlag Carl de Vogt in Berlin als ehemaligem NSDAP-Mitglied zunächst einem Berufsverbot, so dass er nur in kleineren Rollen außerhalb der Hauptstadt auftrat.
Seine letzten Filmrollen spielte er im Jahr 1963 in dem Film Der Würger von Schloss Blackmoor und zuletzt im Fernsehfilm Ein Windstoß im Alter von 78 Jahren. Er lebte in einem Altenheim in Berlin, wo er gelegentlich noch als Sänger mit seiner Laute auftrat. Auch wenn Carl de Vogt in den 1920er Jahren sehr bekannt war, ist heute nicht mehr viel über sein Leben bekannt. Obwohl er in über 130 Filmen mitgespielt hat, starb er im Jahr 1970 im Alter von 84 Jahren nahezu vollkommen vergessen.

## Filmografie
- 1916: Schwert und Herd
- 1916: Die Einsame
- 1916: Friedrich Werders Sendung
- 1916: Der Weg des Todes
- 1917: Wenn Tote sprechen
- 1917: Der Knute entflohen
- 1917: Ahasver (3 Teile)
- 1917: Erloschene Augen. Tragödie eines blinden Kindes
- 1917: Der Herr der Welt, 1. Teil: Liebe
- 1918: Der Herr der Welt, 2. Teil: Der lebende Tote
- 1918: Der Weg der Erlösung
- 1918: Das Licht des Lebens
- 1918: Der Mann im Mond
- 1918: Die Beichte des Mönchs
- 1918: Kassenrevision
- 1919: Vom Rande des Sumpfes
- 1919: Die Ehe der Frau Mary
- 1919: Olaf Bernadotte
- 1919: Ich hatt einen Kameraden
- 1919: Die Frau mit den Orchideen
- 1919: Halbblut
- 1919: Der Herr der Liebe
- 1919: Die Spinnen, 1. Teil: Der goldene See
- 1920: Die Spinnen, 2. Teil: Das Brillantenschiff
- 1920: Auf den Trümmern des Paradieses
- 1920: Die Todeskarawane
- 1920: Die Teufelsanbeter
- 1920: Die Tragödie eines Großen
- 1920: Die sieben Todessünden
- 1920: Die entfesselte Menschheit
- 1920: Das Fest der Schwarzen Tulpe
- 1921: Die Dreizehn aus Stahl
- 1921: Klatsch
- 1921: Die Schatzkammer im See, 1. Teil: Brillantenmarder
- 1921: Die Schatzkammer im See, 2. Teil: Der Klub der Zwölf
- 1921: Acht Uhr Dreizehn. Das Geheimnis des Deltaklubs
- 1921: Der Herr der Bestien
- 1921: Die Schreckensnacht in der Menagerie
- 1921: Planetenschieber
- 1921: Der Eid des Stephan Huller, Teil 2
- 1921: Aus dem Schwarzbuche eines Polizeikommissars, Teil 2
- 1921: Erlebnisse einer Sekretärin
- 1921: Unter Räubern und Bestien
- 1922: Liebes-List und -Lust
- 1922: Matrosenliebste
- 1922: Die Stumme von Portici
- 1922: Die Tigerin
- 1922: Die Kleine vom Film
- 1922: Der Gaukler von Paris
- 1922: Es waren zwei Königskinder
- 1922: Der vergiftete Strom
- 1922: Die weisse Wüste
- 1922: Wer wirft den ersten Stein?
- 1922: Allein im Urwald
- 1922: Nathan der Weise
- 1923: Dämon Zirkus
- 1923: Schlagende Wetter
- 1923: Das Spiel der Liebe
- 1923: Lachendes Weinen
- 1924: Helena (2 Teile)
- 1924: Das blonde Hannele
- 1924: …die sich verkaufen
- 1924: Der Schrecken des Meeres
- 1924: Prater
- 1924: Rex Mundi
- 1925: Ballettratten
- 1925: Das tanzende Tod
- 1925: Bismarck, 1. Teil
- 1925: Die Kleine aus Amerika
- 1925: Am besten gefällt mir Lore
- 1926: Der Wilderer
- 1926: Das Geheimnis von St. Pauli
- 1926: Schützenliesl
- 1926: Ich hatt einen Kameraden
- 1926: Bismarck 1862–1898, Teil 2
- 1926: Das Lebenslied
- 1927: Der Bettler vom Kölner Dom
- 1927: Stolzenfels am Rhein
- 1927: U 9 Weddigen
- 1927: Die Lindenwirtin am Rhein
- 1927: Gefährdete Mädchen
- 1927: Der Fluch der Vererbung
- 1928: Frau Sorge
- 1928: Haus Nummer 17
- 1928: Zuflucht
- 1928: Hinter Klostermauern
- 1928: Das Karussell des Todes
- 1929: Waterloo
- 1929: Die Schleiertänzerin
- 1929: Morgenröte
- 1929: Andreas Hofer
- 1929: Drei Tage auf Leben und Tod
- 1929: Schande
- 1930: Lumpenball
- 1930: Flachsmann als Erzieher
- 1931: Die Frau – Die Nachtigall
- 1931: Das Geheimnis der roten Katze
- 1932: Melodie der Liebe
- 1932: Teilnehmer antwortet nicht
- 1932: Die elf Schill’schen Offiziere
- 1932: Die Tänzerin von Sanssouci
- 1932: Trenck
- 1932: Der Tanz im Wandel der Zeit
- 1933: Das Lied der schwarzen Berge
- 1933: Ein Lied geht um die Welt
- 1933: Die Nacht der großen Liebe
- 1933: Wenn am Sonntagabend die Dorfmusik spielt
- 1933: Schüsse an der Grenze
- 1933: Liebesfrühling
- 1933: Weiße Majestät
- 1933: Blut und Boden
- 1934: Wilhelm Tell
- 1934: Zu Straßburg auf der Schanz
- 1934: Elisabeth und der Narr
- 1934: Ich für Dich – Du für mich
- 1935: Soldatenlieder
- 1936: Fährmann Maria
- 1936: Wenn wir alle Engel wären
- 1936: Ein Mannsbild muss her
- 1938: Musketier Meier III
- 1939: Rheinische Brautfahrt
- 1950: Blauer Dunst
- 1951: Torreani
- 1953: Briefträger Müller
- 1953: Das tanzende Herz
- 1954: Die sieben Kleider der Katrin
- 1955: Ein Mann vergißt die Liebe
- 1955: Die Ratten
- 1955: Ein Herz bleibt allein
- 1956: Tausend Melodien
- 1957: Banktresor 713
- 1958: Das gab's nur einmal
- 1961: Unter Ausschluss der Öffentlichkeit
- 1962: Das Geheimnis der schwarzen Koffer
- 1962: Die unsichtbaren Krallen des Dr. Mabuse
- 1963: Dumala (TV)
- 1963: Der Würger von Schloss Blackmoor
- 1963: Ein Windstoß (TV)

## Tondokumente
Der Katalog des Musikarchivs bei der DNB weist 22 Titel nach. Beispiele:
- 1927: Der Fremdenlegionär. Deklamation (Herbert Mestrum, Musik: Robert Simon), 1. und 2. Teil, Carl de Vogt, mit Orchester
- 1927: Hoppla, wir tanzen! Schlager-Potpourri (W. Geissler) 1. und 2. Teil, „Efim Schachmeister mit seinen Jazz-Symphonikern, und Carl de Vogt“[3]
- 1929: Rheinlandräumung. Tonbild (Josef Snaga) 1. und 2. Teil, Carl de Vogt, mit Orchester, Orgel und Glocken
- Wir flüstern! Großes Schlager-Potpourri (Nico Dostal)  1. und 2. Teil, Orchester Efim Schachmeister, Refraingesang von Carl de Vogt
- Man schenkt sich Rosen, wenn man verliebt ist. Slow-Fox (A.Egen, F.Doelle,  Text von F.Rotter), voc.
- Mein Heidelberg, ich kann dich nicht vergessen. Studentenlied (F. Raymond, Text von E. Neubach), voc. Orchester Efim Schachmeister, Gesang: Carl de Vogt
- Wenn im Frühling die Bäume blüh'n. Slow-Fox (A. Profes & Rich. Rillo), Orchester Efim Schachmeister, Gesang: Carl de Vogt
- Süß ist das Geheimnis unserer Liebe. Slow-Fox (O. Stransky & F. Rotter), Orchester Efim Schachmeister, Gesang: Carl de Vogt[4]